# Xian de Sha
Pour les articles homonymes, voir SHA.
Le xian de Sha (沙县 ; pinyin : Shā Xiàn) est un district administratif de la province du Fujian en Chine. Il est placé sous la juridiction de la ville-préfecture de Sanming.

## Démographie
La population du district était de 236 632 habitants en 1999.